# 1994 en Irlande
Chronologie de l'Irlande
- 1990
- 1991
- 1992
- 1993
- 1994
- 1995
- 1996
- 1997
- 1998

## Événements
- 10 juin : Élections européennes de 1994.
- Août 1994 : l'économiste Kevin Gardiner, dans un rapport de la banque Morgan Stanley, fait la première mention du Tigre celtique pour désigner l'Irlande pendant la période de forte croissance économique alors en cours[1].
- 31 août 1994 : l'IRA annonce un cessez-le-feu[2].
- 15 décembre : John Bruton devient Taoiseach (chef du gouvernement), en dirigeant le gouvernement arc-en-ciel (Rainbow Government), coalition entre le Fine Gael, le Parti travailliste et la Gauche démocratique. Il remplace Albert Reynolds, du Fianna Fáil.

- Hurling : Offaly GAA remporte le All-Ireland Senior Hurling Championships en battant Limerick GAA sur le score final de 3-16 à 2-13.